# Општина Раковица (Сибињ)
Раковица (рум. Racoviţa) општина је у Румунији у округу Сибињ.
Oпштина се налази на надморској висини од 462 m.